# 209. Infanterie-Division (Wehrmacht)
Die 209. Infanterie-Division war ein Großverband des Heeres der deutschen Wehrmacht im Zweiten Weltkrieg.

## Geschichte

### Aufstellung
Die 209. Infanterie-Division wurde als Division der 3. Aufstellungswelle im August 1939 in Chemnitz im Wehrkreis IV aufgestellt. 

### Westwall
Es folgte die Unterstellung in die 1. Armee und die Verlegung an den Westwall in die Saarpfalz. 

### Besatzungstruppe Polen
Nach dem Überfall auf Polen kam die 209. Infanterie-Division im November 1939 nach Zentralpolen.
Dort musste sie ihre Panzerabwehr-Abteilung an die 170. Infanterie-Division abstellen. Auch gab es Veränderungen im Artillerie-Regiment 209, welches Teile an die 164., 167. und an die 168. Infanterie-Division abstellte. Der Einsatz als Besatzungstruppe in Polen dauerte bis zum Juni 1940, als die 209. Infanterie-Division neue Artillerie-Einheiten erhielt und an ihren Standort zurückkehrte. 

### Auflösung
Schon im Juli 1940 wurde die Division offiziell aufgelöst. 

### Verwendung der Truppenteile
Ihre Einheiten gab sie an die 11. und 18. Panzer-Division sowie Landesschützen-Bataillone ab.

## Personen
| Dienstzeit                           | Dienstgrad      | Name         |
| ------------------------------------ | --------------- | ------------ |
| 1. September 1939 bis 7. Januar 1940 | Generalleutnant | Hans Stengel |
| 7. Januar 1940 bis unbekannt         | Generalleutnant | Wolf Schede  |

## Gliederung
- Infanterie-Regiment 304
- Infanterie-Regiment 394
- Infanterie-Regiment 414
- Artillerie-Regiment 209
- Pionier-Bataillon 209
- Feldersatz-Bataillon 209
- Panzerabwehr-Abteilung 209
- Aufklärungs-Abteilung 209
- Nachrichten-Abteilung 209
- Nachschubtruppen 209